# 布拉什頓 (紐約州)
布拉什頓（英語：Brushton）是位於美國紐約州富蘭克林縣的村。

## 人口
根據2020年美國人口普查的數據，布拉什頓的面積為0.72平方千米，皆為陸地。當地共有人口443人，而人口密度為每平方千米615人。